# Pasutycze
Pasutycze (biał. Пасуцічы; ros. Пасутичи) – wieś na Białorusi, w obwodzie grodzieńskim, w rejonie zelwieńskim, w sielsowiecie Zelwa.
W dwudziestoleciu międzywojennym leżały w Polsce, w województwie białostockim, w powiecie wołkowyskim, w gminie Izabelin. 16 października 1933 utworzyła gromadę w gminie Izabelin. Po II wojnie światowej weszły w struktury ZSRR.